# LOOKSfilm
LOOKSfilm est une société de production cinématographique allemande établie à Leipzig, Berlin, Hanovre et Halle-sur-Saale. Elle produit des documentaires, des films de fiction et des séries pour le cinéma, la télévision et la VàD. 
Ce répertoire est complété par des projets multimédias, des publications de livres, des expositions ainsi que le développement de productions pour l'Internet.

## L‘entreprise
LOOKSfilm a été fondée en 1995 à Rostock par Gunnar Dedio. La société de production cinématographique réalise, produit et diffuse des séries, ainsi que des documentaires et des longs métrages pour le marché international. LOOKSfilm dispose d’un propre département d’archives qui effectue des recherches sur des photographies et des films d’époque et les restaure pour des productions historiques. De plus, LOOKSfilm exploite une maison d'édition musicale et réalise des productions évènementielles.

## Productions (sélection)
En 2004 LOOKSfilm a produit, à l’occasion de l’anniversaire des 15 ans de la chute du mur, la série Life Behind the Wall qui a été récompensée par le prix Adolf-Grimme. Accompagnés de documents d‘archives, de nouveaux films amateurs et de photographies, des témoins de l’époque prennent la parole et grâce à leurs différents points de vue et leurs différentes histoires redessinent un portrait personnel de la RDA. Udo Lindenberg a, pour l’occasion, écrit et chanté le thème musical. Suivront les séries Hitler’s East Prussia (2008) et Life after the Wall (2010).
Avec l'adaptation cinématographique du roman Michael Kohlhaas de Heinrich von Kleist, en co-production avec le producteur français Serge Lalou (Les Films d'Ici), LOOKSfilm développe son premier film de fiction pour le cinéma. Ce film a été réalisé par Arnaud des Pallières, avec Mads Mikkelsen dans le rôle-titre et Bruno Ganz interprétant le gouverneur. Dans d'autres rôles apparaissent : David Bennent, David Kross, Mélusine Mayence, Denis Lavant, Sergi Lopez et Amira Kasar. En 2013, Michael Kohlhaas a reçu l’Iris d’Or au Festival du Film de Bruxelles. Le film était en compétition au Festival de Cannes 2013 (catégorie « meilleur film ») et a remporté en 2014, le César pour le meilleur son : Jean-Pierre Duret, Jean Mallet, Mélissa Petitjean et meilleure musique : Martin Wheeler. Le film a été nommé dans quatre autres catégories (meilleur acteur : Mads Mikkelsen, meilleur costume : Anina Diener, meilleure caméra : Jeanne Lapoirie, meilleure maquette : Yan Arlaud).
D'autres productions cinématographiques développés en coproduction avec Les Films d'Ici à Paris : La Vie sauvage des animaux domestiques de Dominique Garing (2010) et Michel Petrucciani (2011) de Michael Radford, qui est passé en séance spéciale au Festival de Cannes en 2011.
Le documentaire From Caligari to Hitler de Rüdiger Suchsland a été présenté pour la première fois au Festival international du film de Venise en 2014 et a depuis été montré à plus de trente festivals internationaux.
Dans la co-production internationale 14 - Des armes et des mots (2014) des journaux intimes et des lettres ont servi de base au drame qui relate les expériences vécues par des  personnages réels  en y insérant en partie des documents d'archives, dont certains n'avaient encore jamais été montrés . 14 - Des armes et des mots a été la première production de LOOKSfilm dont les droits de licence américains ont été rachetés par Netflix US. D’autres productions et co-productions LOOKSfilm ont suivi – notamment My Friend Rockefeller (2015), Cuba, l'histoire secrète (2016) et Tanks, dans l'enfer des combats (2017). Bobby Kennedy for President (2018) a été entre autres directement co-produit pour Netflix .
En 2017, LOOKSfilm a produit le film documentaire Hitlers Hollywood. Dans Hitlers Hollywood le réalisateur Rüdiger Suchsland examine le rôle du cinéma allemand pendant la période du national-socialisme. Le film illustre, grâce à des extraits de films sélectionnés, comment l’industrie allemande du cinéma avait l’intention de créer un deuxième Hollywood. Entre 1933 et 1945, les quelque 1 000 productions nationales-socialistes n’avaient non seulement pour rôle de distraire et d’échapper à la réalité, mais servaient également à endoctriner la population,. 
1918-1939 : Les Rêves brisés de l'entre-deux-guerres (2018) qui succède à 14 - Des armes et des mots, raconte la période historique de l'entre-deux-guerres en Europe sur la base de 13 destinées,. Il s'agit de la plus grande co-production internationale de LOOKSfilm avec plus de 20 chaînes de télévisions et partenaires internationaux. 

### Projets à 360 degrés
LOOKSfilm se spécialise dans le développement des projets de films à 360 degrés. En plus des documentaires et fictions, LOOKSfilm produit des programmes radio, prend part à des expositions, produit de la musique, développe des projets web, développe des livres accompagnants les projets filmiques.
Un exemple serait la série dramatique documentaire 14 - Des armes et des mots (directeur : Jan Peter, scénario : Jan Peter, Yury Winterberg), qui a été diffusé sur Arte, Das Erste, BBC, ORF, Rai et vingt-trois autres chaînes de télévision du monde entier. Ce fut la première série allemande, dont Netflix US acheta les droits.
Le web documentaire 1914, Dernières nouvelles a accompagné l'événement télévisuel en allemand, anglais et français. Le site Web raconte, grâce à l’utilisation des journaux intimes de quatorze personnages, la guerre du point de vue de témoins ayant vécu cette époque. Le site introduit, avec l'aide d'articles de fond, quatorze lieux importants de la guerre et met en évidence les changements de mentalité au fil des évènements en répondant à quatorze questions sur le sujet. Primé par le FIPA d'or 2014, le web documentaire est un récit interactif sur plusieurs mois, ce qui a immergé le lecteur dans la période entre janvier et août 1914.
Le Musée d'histoire militaire de la Bundeswehr de Dresde a organisé en aout 2014, une grande exposition spéciale intitulée 14 - Menschen – Krieg, qui fut consacrée à la série et la Première Guerre mondiale. L’axe de base l’exposition fut de proposer un nombre incalculable de destins tragiques entremêlés aux évènements dramatiques de l’époque. La coopération avec LOOKSfilm a permis au musée de travailler sur les mêmes biographies et perspectives de la Première Guerre mondiale que la série produite pour Arte et Das Erste.
Accompagnant la série télévisée, BBC Books a publié le livre The Great War Diaries : Breathtaking Colour Photographs from a World Torn Apart élaboré par Gunnar et Florian Dedio, avec une préface de Peter Englund, historien et consultant sur la série. 14 - Der Große Krieg par Oliver Janz a été publié par Campus-Verlag. En tant que conseiller scientifique et chef du réseau d'experts, le professeur Janz a soutenu le développement des scripts et des films. Il est professeur d'histoire moderne à la Freie Universität de Berlin. Dans son livre, Oliver Janz critique la vision euro-centrée de la Première Guerre mondiale. Il développe une nouvelle perspective globale de la Grande Guerre en analysant le courrier des soldats, les écrits de propagande, les dessins d’objecteurs de conscience, les histoires dans les bordels du front, les journaux locaux parlant de la guerre ou même, les observations d'une combattante à Shanghai.
WDR 5 (et son équipe rédactionnelle « Tiefenblick ») a diffusé une série radio de six épisodes sur la Première Guerre mondiale. Les journaux intimes, utilisés pour les scripts de 14, ont constitué le composant essentiel de la série radio. Les six épisodes de 25 minutes créés par Nicholas Schroeder et Christine Sievers ont suivi les destins de la série télévisée en les complétant avec leurs propres recherches.
De nombreuses projections de film et des débats publics ont complété l’offre autour de la série. Ainsi, la première a été célébrée à l'ambassade française à Berlin avec 300 invités. Une autre première a eu lieu à Strasbourg, où une grande partie de la série avait été filmé en relation avec de plusieurs partenaires dont le Parlement européen, la ville de Strasbourg et la région Alsace. Une troisième première a eu lieu à la Bibliothèque nationale de Paris. D'autres événements ont été organisés par le Centre Marc Bloch à l'Institut Français de Berlin, le Musée d’Histoire Militaire de la Bundeswehr de Dresde, les « Maisons de la Littérature » de Leipzig, Zurich et Salzbourg, la « Haus des Dokumentarfilms » de Stuttgart, le Landeszentrale für Politische Bildung en Rhénanie-Palatinat, le WDR DOK-Werkstatt à Cologne et à l'Institut Français de Hambourg.

## Filiale
La société d’édition musicale de LOOKSfilm, le LOOKSfilm Musikverlag créé en 2007, représente de nombreux compositeurs dont Max Richter, Laurent Eyquem, Carl Carlton, Peter Heppner et Ernst Ströer.
Depuis 2011, LOOKSfilm distribue ses propres productions et des titres sélectionnés de producteurs internationaux à Hanovre. Le commerce international des droits est spécialisé dans les genres « histoire » et « enfants ».

## Filmographie (sélection)
- 2001: Hangman - Death has a face (Henker – Der Tod hat ein Gesicht)
- 2004: Life Behind the Wall (Damals in der DDR)
- 2009: La vie sauvage des animaux domestiques
- 2011: Michel Petrucciani
- 2013: Michael Kohlhaas
- 2014: From Caligari to Hitler
- 2014: Jusqu'au dernier : la destruction des Juifs d'Europe
- 2014: 14 - Des armes et des mots
- 2015: Erich Mielke - Maître de la terreur
- 2016: Cuba, l'histoire secrète
- 2017: Une femme douce
- 2017: Mademoiselle Paradis
- 2017: Tanks, dans l'enfer des combats
- 2018: Bobby Kennedy for President
- 2018: 1918-1939 : Les Rêves brisés de l'entre-deux-guerres

## Publications (sélection)
- 2015 : Ich. Erich Mielke, Gunnar Dedio et Birgit Rasch, livre d'accompagnement pour le film Erich Mielke - Master of Fear, Sutton Verlag
- 2014 : The Great War Diaries : Breathtaking Colour Photographs from a World Torn Apart, Gunnar et Florian Dedio, préface de Peter Englund, BBC Books/Bucher Verlag[15]
- 2013 : 14 – Der Große Krieg, Das wissenschaftliche Begleitbuch zur TV-Serie, Prof. Oliver Janz, Campus-Verlag
- 2010 : Luise von Preußen, Daniel Schönpflug, C.H. Beck
- 2010 : Die Wilde Farm, Silke Lambeck, Bloomsbury
- 2010 : Damals nach der DDR, Simone Schmollack/Katrin Weber-Klüver
- 2008 : Damals nach dem Krieg, Sven Reichardt, Malte Zierenberg, DVA
- 2008 : Damals in Ostpreußen, Andreas Kossert, DVA
- 2004 : Damals in der DDR, Hans-Hermann Hertle/Stefan Wolle, C. Bertelsmann
- 2002 : Die letzten Henker, Gunnar Dedio et Jens Becker, Das Neue Berlin

## Expositions
- Damals in der DDR. 20 Geschichten aus 40 Jahre, Bonn, 2005 – 2010
- 14 – Menschen – Kriege, Militärhistorische Museum, 2014/2015

## Distinctions (sélection)
- 2019 : Der weiße Elefant (Kids of Courage)
- 2019 : Le Prix des médias CIVIS pour l'intégration (1918-1939 : Les Rêves brisés de l'entre-deux-guerres)
- 2019 : nomination pour Banff World Media Festival Rockie Awards (Kids of Courage)
- 2019 : nomination pour Prix franco-allemand du journalisme (1918-1939 : Les Rêves brisés de l'entre-deux-guerres)[16]
- 2019 : nomination pour Prix Adolf-Grimme (1918-1939 : Les Rêves brisés de l'entre-deux-guerres)
- 2018 : Goldener Spatz (Kids of Courage)
- 2015 : nomination de Jan Peter and Yury Winterberg pour le Prix Franco-Allemand du Journalisme dans la catégorie « Vidéo » (14 - Des armes et des mots)
- 2015 : Gold World Medal au New York Film Festival dans la catégorie « Television - Documentary/Information Program  » (Written by Mrs. Bach et 14 – Diaries of the Great War)[17]
- 2014 : César dans la catégorie « Meilleure musique de film » et « Meilleur Son » (Michael Kohlhaas)[18]
- 2013 : Iris d’Or au Brussels Film Festival (Michael Kohlhaas)[19]
- 2013 : nomination dans la catégorie « Meilleur Film » au Festival de Cannes (Michael Kohlhaas)
- 2005 : Romy (Schachmatt)
- 2005 : Prix Adolf-Grimme dans la catégorie « Meilleur Documentaire » (Life behind the Wall)
- 2004 : Hans-Klein-Medienpreis (Life behind the Wall)
- 2000 : Axel-Springer-Preis (Fit für Jesus)